# Европейская хартия региональных языков
Европейская хартия региональных языков или языков меньшинств (англ. European Charter for Regional or Minority Languages, фр. Charte européenne des langues régionales ou minoritaires) принята в Страсбурге 5 ноября 1992 года на английском и французском языках, оба текста являются одинаково аутентичными, в одном экземпляре, который хранится в архиве Совета Европы. Генеральный секретарь СЕ отправляет копии Хартии каждому государству — члену Совета Европы и любому государству, которому было предложено присоединиться к этой Хартии.

## Содержание хартии
Преамбула.
Часть I — «Общие положения». Определения и др.
Часть II — «Цели и принципы, преследуемые в соответствии с пунктом 1 статьи 2». Данная часть содержит общие положения, которые стороны обязуются применять ко всем региональным языкам или языкам меньшинств на своей территории.
Часть III — «Меры, содействующие использованию региональных языков или языков меньшинств в общественной жизни в соответствии с обязательствами по пункту 2 статьи 2». Конкретные обязательства, из которых стороны обязуются применять как минимум в отношении каждого языка, указанного соответствующей стороной.
Часть IV — «Применение хартии». Правила подачи и оценки периодических гласных отчётов сторон о соблюдении Хартии.
Часть V — «Заключительные положения». Подписание, ратификация, принятие или утверждение, вступление в силу, денонсация Хартии, присоединение и оговорки к ней.

## Норма планки для региональных языков
Если язык используют от 2 % до 10 % носителей в том или ином регионе, то он приобретает статус регионального.

## Перечень региональных языков Европы
1. Албанский язык
2. Армянский язык
3. Ассирийский язык
4. Баскский язык
5. Белорусский язык
6. Болгарский язык
7. Венгерский язык
8. Верхнелужицкий язык
9. Восточнофризский язык
10. Греческий язык
11. Датский язык
12. Идиш
13. Ирландский язык
14. Итальянский язык
15. Карельский язык
16. Кашубский язык
17. Квенский язык
18. Кипрско-арабский язык
19. Курдский язык
20. Литовский язык
21. Македонский язык
22. Меянкиели
23. Немецкий язык
24. Нижнелужицкий язык
25. Нижненемецкий язык
26. Польский язык
27. Русинский язык
28. Русский язык
29. Саамский язык
30. Севернофризский язык
31. Сербский язык
32. Словацкий язык
33. Словенский язык
34. Татарский язык
35. Турецкий язык
36. Украинский язык
37. Финский язык
38. Хорватский язык
39. Цыганский язык
40. Черногорский язык
41. Чешский язык
42. Шведский язык

## Проблемы и противоречия
Подписание и ратификация Хартии были предметом политических конфликтов во Франции, языковая политика которой традиционно носит унифицирующий характер. Хартия была подписана Францией при правительстве Л. Жоспена, но Конституционный Совет счёл, что она содержит положения, противоречащие конституции, так что хартия не была ратифицирована. В 2011 году, после внесения в конституцию ряда изменений, в том числе о региональных языках, будущий президент Франции Ф. Олланд обещал обсуждение вопроса о хартии в парламенте. В 2015 году Государственный совет Франции издал консультативное заключение, в котором отверг проект закона о ратификации Хартии. В Словакии ратификацию прошла планка в 20 % для регионов компактного проживания венгров, а не 10 % как того требовали представители венгерского меньшинства страны.
ПАСЕ в 2007 году призвала Грецию, Ирландию и Латвию подписать и ратифицировать, а Исландию, Мальту и Италию ратифицировать Хартию.

### Хартия в странах Балтии
В некоторых странах (Литва, Латвия, Эстония) власти категорически отказываются от ратификации хартии по политическим мотивам, ссылаясь на «недавнее» происхождение языковых меньшинств и угрозу национальным языкам.

### Хартия в Грузии
При принятии в Совет Европы в апреле 1999 года Грузия взяла на себя обязательство подписать и ратифицировать Хартию в течение года после вступления, однако до настоящего времени хартия не подписана и не ратифицирована. Некоторые региональные языки (мегрельский, лазский, сванский) не признаются в Грузии языками, а считаются диалектами грузинского, поскольку диалекты государственного языка не имеют права на защиту в рамках Хартии.

### Хартия в России
Российская Федерация присоединилась к странам, подписавшим Хартию (распоряжение Президента РФ от 22 февраля 2001 г. N 90-рп), однако не ратифицировала её.

### Хартия на Украине
Длительный спор по поводу ратификации хартии произошёл на Украине (См. Русский язык на Украине). Хартия вступила в силу в 2006 г., в 2007 г. Украина представила начальный доклад о её исполнении, подвергшийся критике в альтернативном докладе Украинской ассоциации преподавателей русского языка и литературы. Все больше украинских специалистов считают, что перевод названия этого документа был сделан неправильно, тогда как более корректное название: «Европейская хартия региональных или миноритарных языков», то есть языков, которые находятся в меньшинстве на той или иной территории. В связи с этим распространяется точка зрения, что данная Хартия призвана защищать не национальные меньшинства, а языки, которые могут исчезнуть как достояние европейского культурного наследия.